# Kavalkade (Reiten)

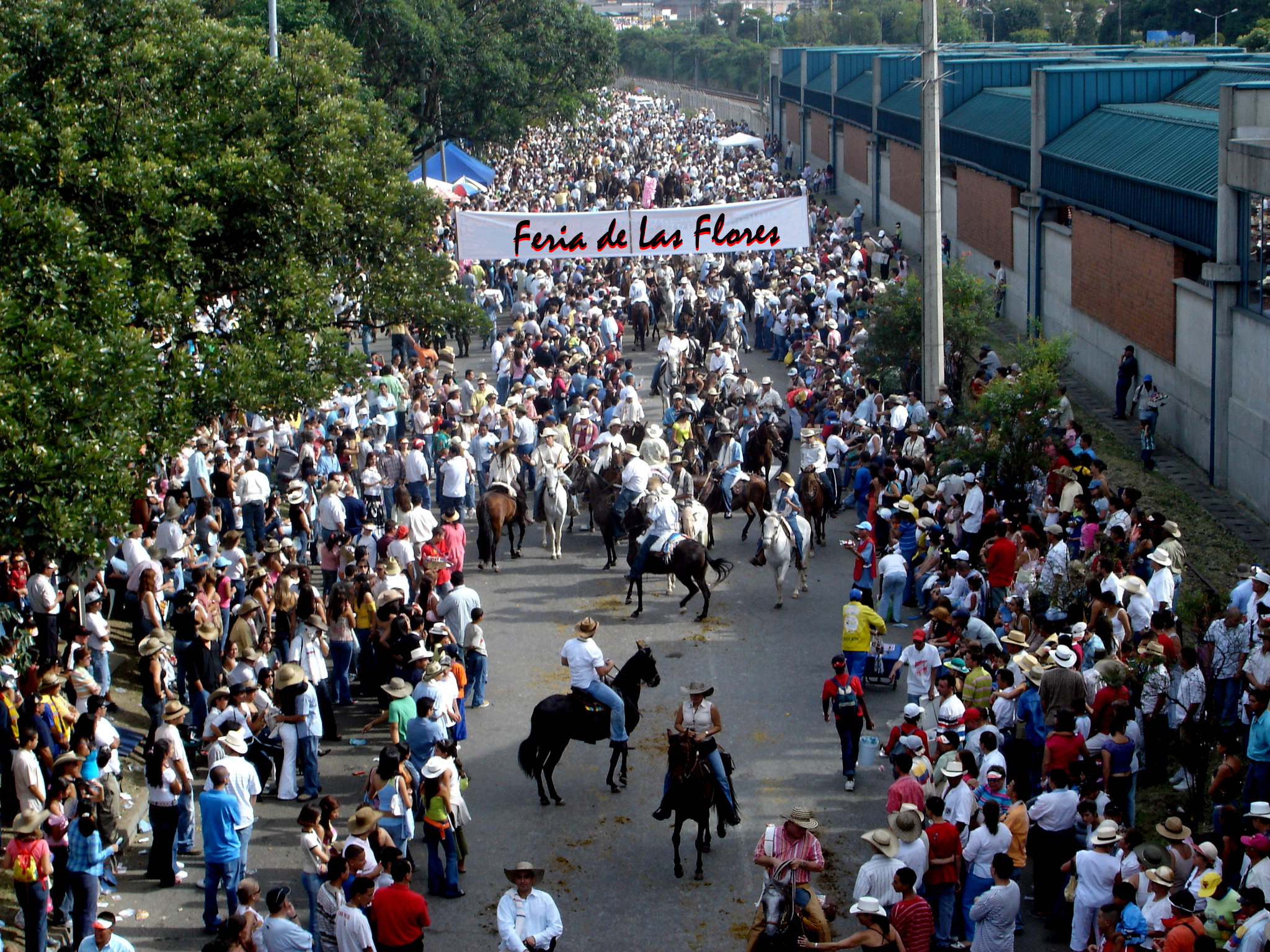
Kavalkade bei der Feria de las Flores in Medellín

Eine Kavalkade (von italienisch cavalcata = ‚Reiterzug‘, ‚Ritt‘; französisch und englisch cavalcade) bezeichnet einen feierlichen Aufzug von Reitern.
Insbesondere die Prozession des neu gekrönten Papstes zur Lateranbasilika wurde als solche bezeichnet.
Analog werden auch andere Prozessionen, etwa aus Menschen oder Autos, als Kavalkade bezeichnet. Die auch Kavalkade genannte musikalische Satzform leitet sich ursprünglich aus der Begleitmusik zu traditionellen Prozessionen her.